# Balkensucher

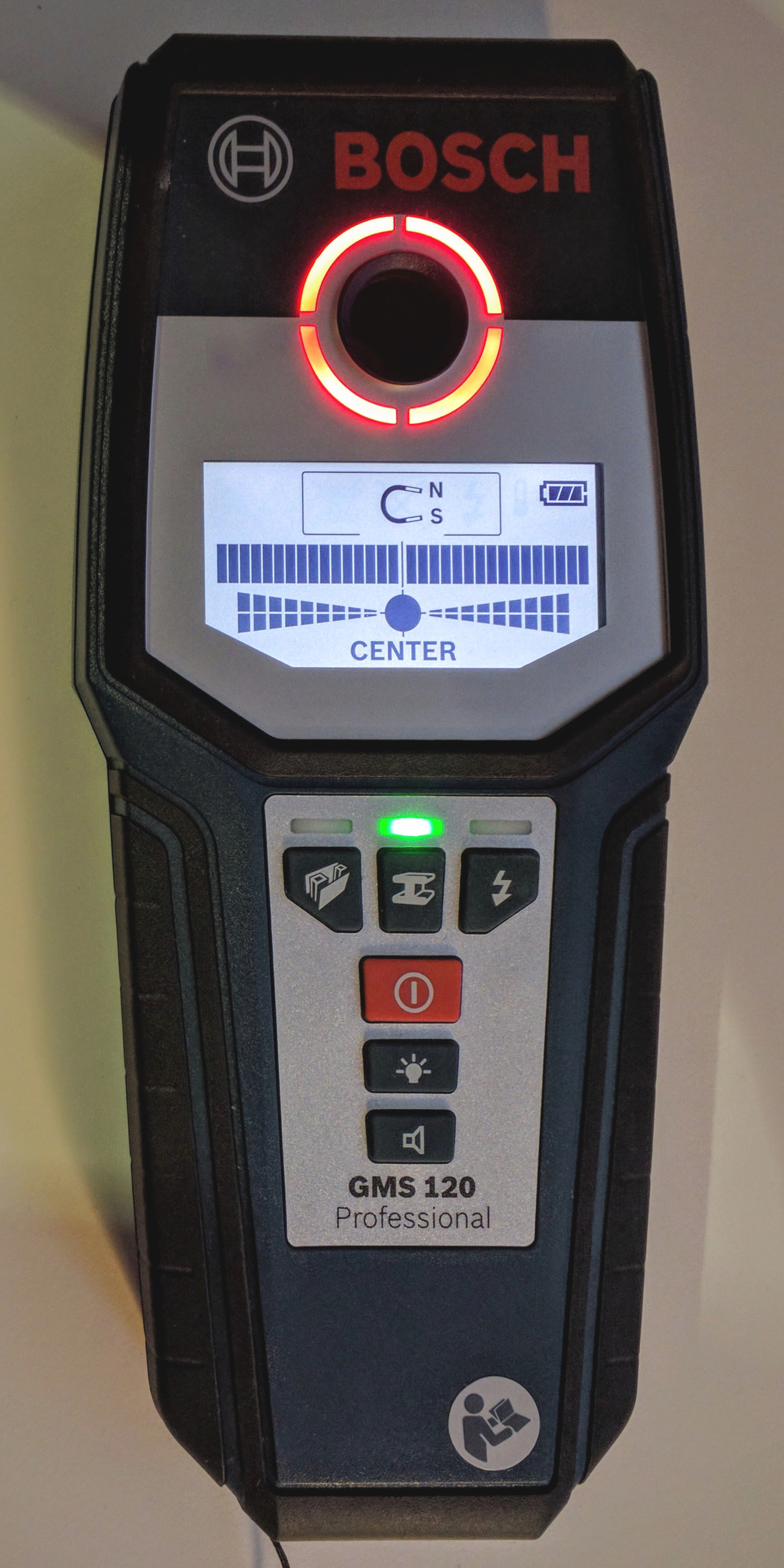
Balkensucher; zeigt Stahlrohr unter einer Holzplatte an

Ein Balkensucher, auch Balkenfinder, ist ein Gerät zum Auffinden von Holz- oder Metallbalken in Wänden.

## Funktionsweise
Hinsichtlich ihrer Funktionsweise lassen sich Balkensucher in zwei Typen einteilen:
- Der erste Typ benutzt einen kleinen Magneten, der Nägel oder Schrauben in Holz-Balken erkennt, die während der Herstellung der Wand zu deren Befestigung verwendet wurden. Metallbalken werden entsprechend ebenfalls an ihrer magnetischen Signatur erkannt.
- Der zweite Typ verwendet einen internen Kondensator, um Wechsel der Permittivität (Dielektrischen Leitfähigkeit) der Wand festzustellen, während der Benutzer das Gerät über die Oberfläche der Wand bewegt. Eine signifikante Änderung der dielektrischen Leitfähigkeit indiziert ein dichtes Objekt hinter der Wand, normalerweise einen Ständerwerkbalken. Balkenfinder mit internem Kondensator sind sehr weit verbreitet.

Balkensucher mit internem Kondensator werden widerrum in zwei Klassen unterteilt:
- Kantensucher registrieren die Kanten des Balkens oder anderer Ziele hinter der Wand. Der Sensor in einem Kantensucher erkennt, wenn er direkt über einer Änderung der Dichte ist, wie der Kante eines Balken. Kantenfinder müssen sowohl von rechts als auch von links über die Wand bewegt werden, um beide Kanten zu finden, so dass das Zentrum festgestellt werden kann. Der erste Balkensucher mit internem Kondensator war ein Kantenfinder und die meisten preisgünstigen Modelle sind es immer noch.
- Zentrumssucher erkennen die Mitte des Balkens. Diese Werkzeuge registrieren die dielektrische Leitfähigkeit mittels mehrerer Sensoren und benutzen die verschiedenen Messwerte, um die Position der Mitte des Zieles zu bestimmen. Anders als Kantensucher brauchen diese Balkensucher nur in eine Richtung bewegt zu werden, um die Mitte des Balkens anzuzeigen. Diese Art von Balkensuchern werden auch Einschrittsucher genannt.

Balkensucher mit internem Kondensator können auch Funktionen bieten, die sie Metall und unter Strom stehende Leitungen finden lassen.

## Entwicklung der Modelle mit internem Kondensator
Der Balkensucher mit internem Kondensator wurde zuerst von Robert Franklin im Jahr 1977 entworfen.
Nachdem er dieses Gerät patentiert hatte, versuchte er die Fabrikationsrechte an mehrere große Werkzeughersteller zu verkaufen, die die Idee alle ablehnten. Er nahm seinen Prototyp zur Zircon Corporation, einem Elektronikhersteller in Campbell in Kalifornien mit, die damit einverstanden war, das Gerät zu produzieren und zu vermarkten. Zircon war für die Dauer der Patentlaufzeit (bis 1998) der einzige Produzent von Balkensuchern mit internem Kondensator. Dann lief das Patent aus und andere Unternehmen durften dieses Gerät auch herstellen.